# 來我家吧！
《來我家吧！》（英語：Come to My Place）是2002年中視都市愛情偶像劇，可米製作製作，鈕承澤導演，由許茹芸、言承旭、周渝民、吳建豪、朱孝天、天心、范植偉主演。改編自原秀則原作之日本漫畫《同居新時代》（大然文化代理臺灣中文版），描寫現代年輕男女的同居生活和彼此之間複雜的感情糾結。

## 劇情大綱
獨自在台北賃屋而居的小文（許茹芸飾演）一覺醒來，發現身旁竟躺著昨夜在居酒屋打工的大學生千勇（范植偉飾演）。尴尬的兩人由陌生到熟悉，不知不覺融入了對方的生活。雖然兩人偶爾會鬧些意見，但是總在居酒屋老板（吳建豪飾演）的巧妙安排下平安化解。
偶然的機會中，熱愛鋼琴的小文受到名制作人關先生（朱孝天飾演）的賞識，即將發行演奏專輯。而一心想成爲職業攝影師的千勇卻在攝影之路上頻頻受挫，無法前進，強勁對手中原（周渝民飾演）的出現更讓千勇備感壓力。對于夢想充滿無力感的千勇一時失言，讓他和小文的關系遭遇了前所未有的威脅，兩人大吵一架後，千勇搬離了兩人同居的小窩。
在千勇努力不懈的奮鬥下，他終于突破瓶頸，在攝影界漸露鋒芒，並吸引了名攝影師之女丘雪兒（天心飾演）的注意。和中原青梅竹馬的丘雪兒十分欣賞千勇的才華，總在有意無意間幫助千勇的攝影技巧更進一步。然而，小文和千勇分手後卻遭遇到前所未有的低潮。就在此時，小文的前任男友一也（言承旭飾演）回來了。始終深愛著小文的一也決定重拾音樂理想，卻在一次意外中手筋受傷，從此再也不能彈琴，而幸運入選攝影大賞的千勇也回頭希望能以小文做爲比賽的模特兒。面對曾經如此深愛的兩個男人，小文徘徊在兩難之中……

## 演員陣容

### 主要演員
| 演員   | 角色   | 暱稱/關係/職業                                  |
| 許茹芸 | 顧麗文 |                                                 |
| 言承旭 | 一也   | 顧麗文前男友                                    |
| 周渝民 | 張中原 | 攝影師，林千勇競爭對手!                         |
| 吳建豪 | JJ     | 酒吧老闆                                        |
| 朱孝天 | 關天健 | 唱片製作                                        |
| 天心   | 丘雪兒 | 丘至言女兒，模特兒。張中原女友，與林千勇有瞹眛! |
| 范植偉 | 林千勇 | 大學生也是攝影師，顧麗文男友!                   |

### 其他演員
| 演員   | 角色                                   | 暱稱/關係/職業     |
| 劉亮佐 | 徐主編                                 | 風雜誌社主編       |
| 那維勳 | 大熊                                   | 攝影社社長         |
| 夏于喬 | 董莉佳                                 |                    |
| 單承矩 | 金大師                                 |                    |
| 傅雷   | 丘至言                                 |                    |
| 歐定興 | 荒木                                   |                    |
| 高明澤 | 總編輯                                 | 風雜誌社總編輯     |
| 龐庸之 | 方順志                                 | 顧麗文的大學同學   |
| 鍾欣凌 | 老闆娘                                 | 葉慈爵士酒吧老闆娘 |
| 陶傳正 | 范會長                                 |                    |
| 屈中恆 | 路人甲                                 |                    |
| 鈕承澤 | 唱片銷售總監、路人甲、熊哥、搬家工人甲 |                    |
| 楊謹華 | 姚純美                                 | 顧麗文的大學同學   |
| 周群達 | 田岡                                   | 拳擊手             |
| 蔡依林 | 高安娜                                 | 名歌手             |
| 大炳   | 馬哥                                   | 高安娜的經紀人     |
| 施明徳 | 政治家                                 |                    |